# نظر کرده (فیلم ۲۰۰۴)
نظر کرده (انگلیسی: Blessed) که در ایالات متحده با عنوان کودک سامانتا شناخته می‌شود، یک فیلم ترسناک رومانی-بریتانیایی به کارگردانی سیمون فلووز که در سال ۲۰۰۴ منتشر شد. از بازیگران آن می‌توان به هدر گراهام، جیمز پیورفوی، فیونولا فلانگان و دیوید همینگز اشاره کرد.

## داستان
هاواردها زوج جوانی هستند که در نیویورک زندگی می‌کنند. کریگ (با بازی جیمز پیورفوی)، نویسنده‌ای که نوشته‌هایش منتشر نشده، و سامانتا (با بازی هدر گراهام)، معلم مدرسه، ناامید از داشتن بچه هستند. زمانی که سامانتا نابارور تشخیص داده می‌شود و زوج نمی‌توانند از عهده درمان های پزشکی که ممکن است به او اجازه باردار شدن را بدهد، امید آنها از بین می‌رود. درست زمانی که به نظر می‌رسد رویاهای آنها غیرممکن است، به این زوج فرصت داده می‌شود تا از یک کلینیک جدید و نسبتاً ناشناخته باروری تحت درمان رایگان قرار گیرند. کلینیک تحقیقاتی اسپیریتوس در لیک‌ویو، یک شهر کوچک دو ساعت فاصله دارد و آنها به سمت کلینیک حرکت می‌کنند.
به زودی مشخص می‌شود که چیزی اشتباه است. در آزمایشگاهی که نمونه‌های تخمک و اسپرم این زوج در حال مخلوط شدن است، دانشمند یک سوزن فلزی بزرگ و حکاکی شده را برمی‌دارد و بدون اطلاع زوج، ماده‌ای قرمز رنگ را به اسپرم کریگ تزریق می‌کند. بعد از درمان، وقتی متوجه می‌شود سامانتا دوقلو باردار است، خوشحال می‌شوند. سامانتای باردار شروع به دردهای غیرعادی از دوقلوهای متولد نشده می‌کند. او همچنین به دوست و همکار تجاری جدید شوهرش مشکوک است. او احساس می‌کند که نادیده گرفته شده و از کریگ فاصله گرفته است. 
در همین حال، یک غریبه کلاهدار شروع به تعقیب سامانتا می‌کند. سامانتا با کشیشی به نام پدر کارلو دوست می‌شود.  کشیش به سامانتا می‌گوید که او قربانی پیمانی با شر است. مایع قرمز رنگ تزریق شده به لوله آزمایش حاملگی هاوارد، دی‌ان‌ای شیطان بود. این فرقه قصد دارد نوزادان را بلافاصله پس از تولد ربوده و آنها را بزرگ کند تا در نهایت بشریت را نابود کند. پدر کارلو به سامانتا می‌گوید که سمی بنوشد که بچه‌ها را بکشد، اما او شیشه را به صورت او می‌کوبد و ...

## تولید
عنوان این فیلم در ابتدا "کودک سامانتا" بود، عنوانی که تحت آن در ایالات متحده اکران شد. در طول فیلمبرداری، دیوید همینگز دچار حمله قلبی شد و به گفته نماینده او لیز نلسون، در صحنه اعلام شد که مرده است: "او تازه آخرین پلان‌های خود را در آن روز تمام کرده بود و به اتاق رختکن خود برمی گشت". این محصول در مکان هایی در رومانی، از جمله بخارست و شهر نیویورک فیلمبرداری شد.

## پاسخ انتقادی
استقبال منتقدان از این فیلم منفی بود.